# Estética francesa
La estética francesa es el conjunto de consideraciones para la apreciación de la belleza propias de Francia a lo largo de su historia. Estas consideraciones están destinadas a la formación de un sentido estético de la apreciación de las cosas conocido como gusto. La evolución de la apreciación de lo bello en Francia no es totalmente independiente, sino que se nutre de los intercambios e influencias con las sensibilidades y la filosofía de otros países y culturas. El sentido estético puede manifestarse a través de la expresión artística y literaria. Según el filósofo Etienne Soriau, la expresión artística francesa en general se caracteriza por una cierta contención de los sentimientos que evita las largas divagaciones, y por una concisión y brevedad basadas en la búsqueda de formas ingeniosas e impactantes.

## Siglo XVII

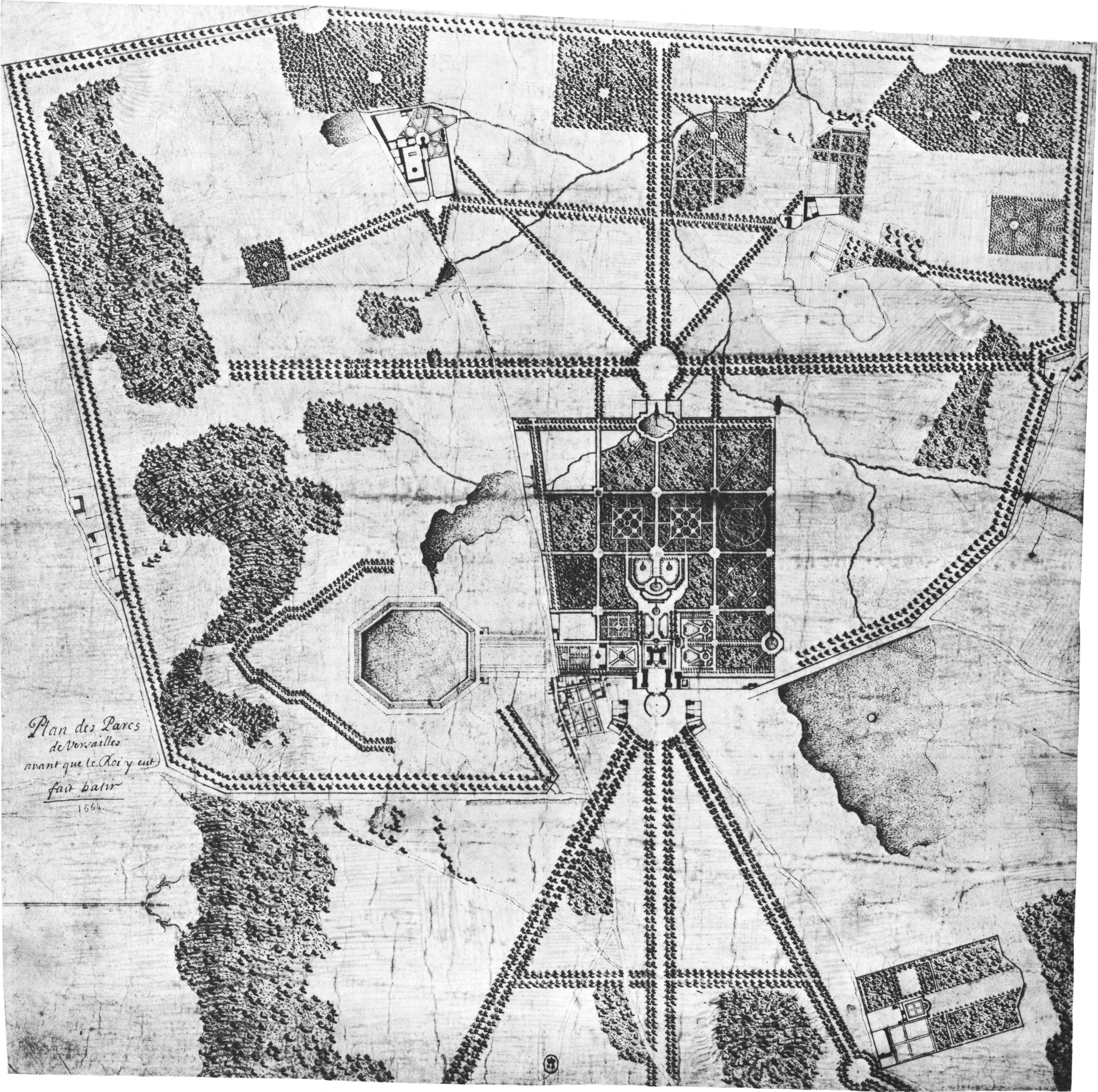
Plano del parque del Palacio de Versailles

Durante el siglo XVII, las colaboraciones entre Francia e Italia en el campo del arte son muy importantes, como lo demuestran el pintor Nicolas Poussin (que vivió en Italia desde 1624) y la Academia Francesa de Roma (fundada en 1666). El Palacio de Versailles y sus jardines constituyen un ejemplo notable de las corrientes estéticas dominantes en ese periodo, con sus edificios al estilo italiano y sus jardines a la francesa diseñados por André Le Nôtre. En la música barroca, Jean-Baptiste Lully fue el responsable de adaptar la ópera italiana a la estética francesa.
La reflexión estética es entonces cultivada por cuatro grupos diferentes, como los escritores de la Academia Francesa; los artistas y críticos de arte (ligados a la Academia de Pintura y Escultura y a la Academia de Arquitectura), que junto con los escritores contribuyeron a consolidar la doctrina clásica; los diletantes de los salones y de las cortes, quienes elaboraron una estética de lo exquisito, y los filósofos, que se interesan a la belleza como parte de la percepción personal pero no desde un punto de vista científico.

## Siglo XVIII

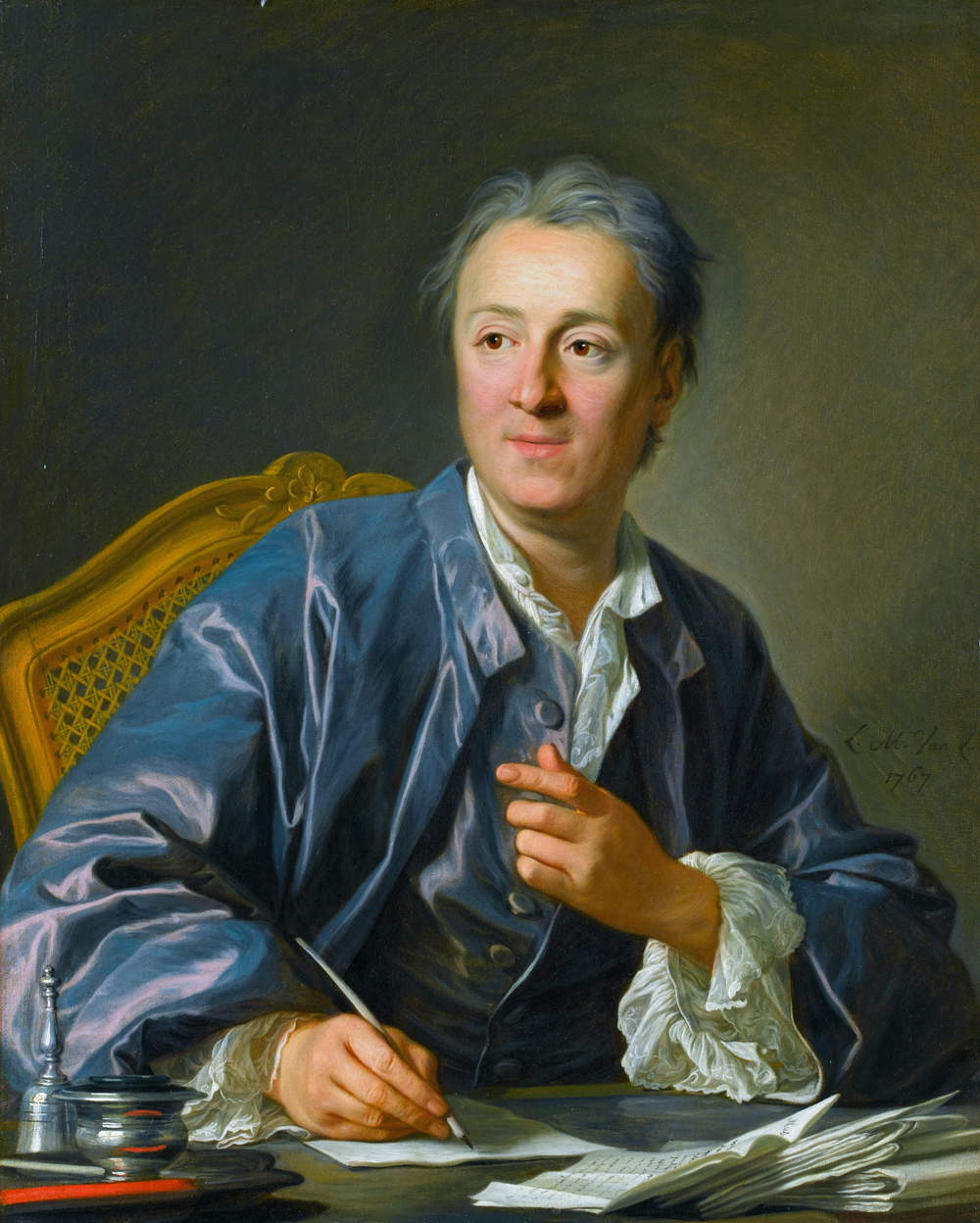
Denis Diderot, impulsor de L'Encyclopédie junto a D'Alembert y teorizante de lo bello. Retrato de Louis-Michel van Loo, 1767.

Los finales del siglo XVIII son considerados por investigadores como Anne Beck como el contexto histórico en el que se asentaron los precedentes de la estética francesa moderna. Durante este periodo, diferentes obras escritas intentan definir los principios filosóficos de la belleza, participando a su conceptualización.
En el siglo XVIII, Denis Diderot publica su Traité du beau (Tratado de lo bello). En él teoriza las características que sirven para definir la belleza, como respuesta al trabajo de otros filósofos como Crousaz, Wolff, Hutcheson y San Agustín. Diderot defiende una idea de la belleza basada sobre la percepción de relaciones entre los objetos. También fue el responsable de la entrada Beau (bello) en L'Encyclopédie de 1752, en la que explica sus tesis.
Claude Buffier, por su parte, intenta establecer un método científico para el estudio de la belleza, que ilustra a través de su teorías sobre el rostro humano. En sus escritos, describe la belleza como la característica a la vez más escasa y más común entre los ejemplares de un mismo género de cosas.
Siguiendo el ejemplo del Palacio de Versailles, sus jardines fueron remodelados posteriormente según la moda anglo-china, siguiendo un estilo pintoresco. Al mismo tiempo, la reina Marie-Antoinette ordena la construcción de una aldea en la cual se representa un simulacro de la vida rural, ensalzada por el filósofo Jean-Jacques Rousseau en su defensa de la naturaleza.

## Siglo XIX

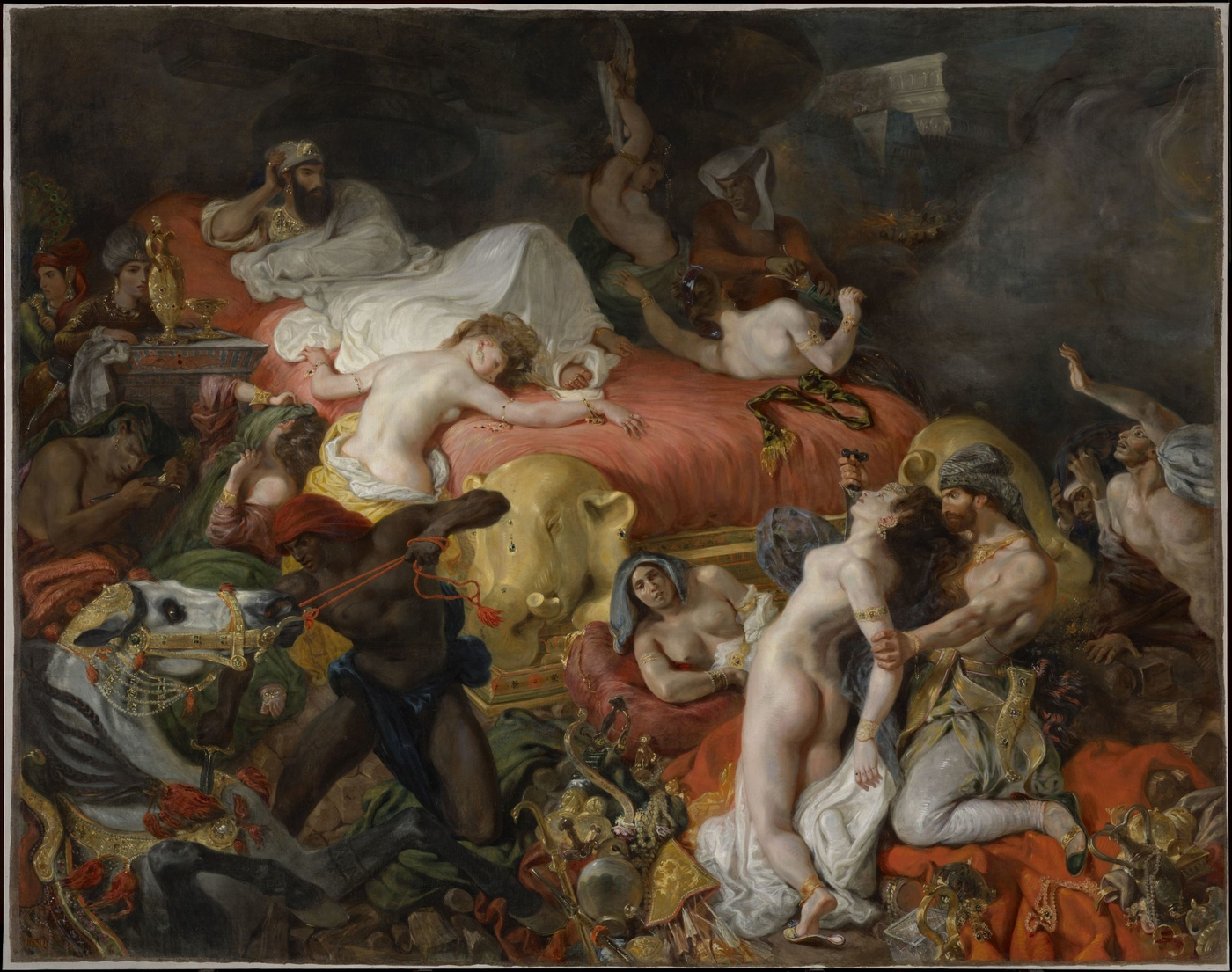
El orientalismo, una influencia estética mayor en el. Cuadro de Eugène Delacroix.

La estética francesa del siglo XIX se manifiesta a través de los múltiples movimientos artísticos y literarios que se desarrollaron durante este periodo. Entre la segunda mitad del siglo XIX y mediados del siglo XX la estética se constituye en Francia como una disciplina científica perteneciente a las ciencias humanas, con sus métodos y sus objetos de estudio, en contraste con otros contextos culturales como los de Alemania o Inglaterra. Como tal, recibe diferentes nombres, entre los que se cuentan ciencia de lo bello, filosofía del arte, estética científica, etc.
El japonismo o arte de inspiración japonesa también es una influencia muy importante, difundido gracias al grabador Félix Bracquemond a partir de 1856. Por su parte, el orientalismo, como inspiración para las artes visuales, también se populariza en el siglo XIX gracias a los pintores románticos, aunque su origen e influencia sobre la cultura francesa son más antiguos y profundos.
En la literatura, Gustave Flaubert pretende conseguir que cualquier tema sea bello gracias a la fuerza de su estilo de escritura, lo cual podría definirse como Arte por el Arte. Según sus palabras, "El estilo es en sí mismo una manera absoluta de ver las cosas".

## sigloXX
Según Pierre Bourdieu en su crítica del gusto en la sociedad francesa, la capacidad de un individuo a apreciar las características estéticas de una obra de arte está condicionada principalmente por su educación y por su posición social (aunque la primera depende generalmente de la segunda). Los códigos necesarios para la interpretación de una obra de arte oficial serían por lo tanto un marcador de las diferencias entre las clases sociales.